# Huy Phát
Huy Phát (tiếng Mãn: Hoifa, giản thể: 辉发; phồn thể: 輝發; bính âm: Huīfā), là một bộ tộc, một thành quốc của họ Na Lạp Nữ Chân, sinh sống gần Huy Phát Hà (nay thuộc huyện Huy Nam, thành phố Thông Hóa, tỉnh Cát Lâm), do đó có tên gọi xuất phát từ sông này.

## Lịch sử
Vào thời sau của nhà Minh, Huy Phát là một trong tứ bộ của Hải Tây Nữ Chân, nguyên các thủ lĩnh có họ là Ích Khắc Đắc Lý thị, về sau đổi thành người mang họ Na Lạp thị cho đến khi diệt vong. Bối lặc đầu tiên mang họ Nạp Lạp thị của Huy Phát là Vương Cơ Trử, tại Hỗ Nhĩ Kỳ đã san bằng Hiểm Trúc thành. Dựa vào sự kiên cố của Huy Phát Sơn thành, Huy Phát quốc từng cưng hùng trong các bộ Hải Tây Nữ Chân. Về sau Huy Phát nổi lên và xảy ra cọ xát với Kiến Châu Nữ Chân của Nỗ Nhĩ Cáp Xích. Trong trận Cổ Lặc Sơn, Huy Phát là một trong liên quân 9 bộ, sau bị thất bại thảm hại. Cuối cùng, năm 1607, Huy Phát bị Kiến Châu Nữ Chân thôn tính, vị Bối lặc cuối cùng là Bái Âm Đạt Lý bị trận tự sát.
Hai chữ ["Huy Phát"] là tiếng Khiết Đan, nghĩa là "không cấm người vãng lai vào", trong Liêu sử ghi là [Hồi Phách; 回霸], trong các tác phẩm thới Minh Thanh ghi là [Hồi Bạt; 回跋]. Liêu sử ghi là sau khi triều Liêu tiêu diệt Bột Hải, đã bắt người Túc Mạt Mạt Hạt phải rời bỏ quê hương, mục đích để đề phòng tạo phản, giữa các bộ lạc có thể tự do đi lại.
Hiện nay, tại huyện Huy Nam, thành phố Thông Hóa của tỉnh Cát Lâm vẫn còn các di chỉ của thành cổ Huy Phát.